# Jerry Thorpe
Jerry Thorpe, född 29 augusti 1926 i Los Angeles, död 25 september 2018, var en exekutiv producent och regissör.
Han är bland annat känd för sin delaktighet i skapandet av TV-serien Kung Fu.